# Amblycirrhitus unimacula
Amblycirrhitus unimacula is een  straalvinnige vissensoort uit de familie van koraalklimmers (Cirrhitidae). De wetenschappelijke naam van de soort is voor het eerst geldig gepubliceerd in 1957 door Kamohara.